# Bistum Koudougou
Das Bistum Koudougou (lateinisch Dioecesis Kuduguensis, französisch Diocèse de Koudougou) ist eine in Burkina Faso gelegene römisch-katholische Diözese mit Sitz in Koudougou.

## Geschichte
Papst Pius XII. gründete die Apostolische Präfektur Ouahigouya  mit der Apostolischen Konstitution Quo in Africa  am 12. Juni 1947 aus Gebietsabtretungen des Apostolischen Vikariats Ouagadougou. Sie wurde am 14. Juni 1954 zum Apostolischen Vikariat erhoben, das den heutigen Namen annahm.
Mit der Bulle Dum tantis wurde es am 14. September 1955 zum Bistum erhoben, das dem Erzbistum Ouagadougou als Suffraganbistum unterstellt wurde. Am 23. Juni 1958 gab es Teile seines Territoriums zur Gründung des Bistums Ouahigouya ab.

## Ordinarien

### Apostolischer Präfekt von Ouahigouya
- Joseph-Marie-Eugène Bretault MAfr (24. Oktober 1947 – 14. Juni 1954)

### Apostolischer Vikar von Koudougou
- Joseph-Marie-Eugène Bretault MAfr (14. Juni 1954 – 14. September 1955)

### Bischöfe von Koudougou
- Joseph-Marie-Eugène Bretault MAfr (14. September 1955 – 19. November 1965)
- Anthyme Bayala (15. November 1966 – 3. April 1984)
- Basile Tapsoba (2. Juli 1984 – 21. Mai 2011)
- Joachim Ouédraogo (seit 4. November 2011)

## Statistik
| Jahr | Bevölkerung | Bevölkerung | Bevölkerung | Priester     | Priester         | Priester       | Priester               | Ständige Diakone | Ordensleute  | Ordensleute      | Pfarreien |
| Jahr | Katholiken  | Einwohner   | %           | Gesamtanzahl | Diözesanpriester | Ordenspriester | Katholiken je Priester | Ständige Diakone | Ordensbrüder | Ordensschwestern | Pfarreien |
| ---- | ----------- | ----------- | ----------- | ------------ | ---------------- | -------------- | ---------------------- | ---------------- | ------------ | ---------------- | --------- |
| 1950 | 10.024      | 864.499     | 1,2         | 24           | 1                | 23             | 417                    |                  |              | 8                | 6         |
| 1969 | 38.106      | 754.000     | 5,1         | 40           | 5                | 35             | 952                    |                  | 55           | 56               | 10        |
| 1980 | 79.829      | 903.106     | 8,8         | 41           | 14               | 27             | 1.947                  |                  | 47           | 72               | 12        |
| 1990 | 123.701     | 1.243.955   | 9,9         | 42           | 27               | 15             | 2.945                  |                  | 30           | 76               | 12        |
| 2000 | 280.927     | 1.365.267   | 20,6        | 64           | 55               | 9              | 4.389                  |                  | 27           | 97               | 13        |
| 2004 | 228.780     | 1.525.810   | 15,0        | 69           | 59               | 10             | 3.315                  |                  | 24           | 68               | 16        |
| 2019 | 399.200     | 1.809.000   | 22,1        | 69           | 81               | 16             | 4.115                  |                  | 39           | 176              | 24        |